# Ксиропотамо
Ксиропотамо (грч. Ξηροπόταμο) је приморско насељено место у општини Аристотел у периферији Средишња Македонија, Грчка. Према попису из 2021. године било је 32 становника.
Насеље је раније било манастирски метох на којем је 1928. године живело 128 грчких избеглица. Нешто касније они су били пресељени у место Нова Рода. После Другог светског рата насеље је обновљено и на попису из 1951. године има 29 становника.